# Oldboy
Oldboy – koreański thriller z roku 2003 w reżyserii Park Chana-wooka. Oparty na japońskiej mandze pod tym samym tytułem. Film stanowi drugą część „trylogii zemsty” rozpoczętej filmem Pan Zemsta (2002), a zakończonej Panią Zemstą. Dwa lata po wejściu do kin, powstał bollywoodzki remake tego filmu pod tytułem „Zinda”. Kolejna, tym razem amerykańska wersja, została wydana w 2013 roku, pod nazwą Oldboy. Zemsta jest cierpliwa.
Film opowiada historię przeciętnego człowieka, ojca i męża, Oh Dae-su, który jest uwięziony w celi przypominającej pokój hotelowy przez 15 lat, nie znając tożsamości ani motywów porywacza. Gdy zostaje uwolniony, dowiaduje się, że porywacz ma co do niego dalsze plany.
Film zdobył Grand Prix na Festiwalu Filmowym w Cannes w 2004 r. oraz pochwały od przewodniczącego Jury, reżysera Quentina Tarantino.

## Obsada
- reżyseria: Park Chan-wook
- scenariusz: Hwang Jo-yun, Lim Chun-hyeong
- aktorzy:
  - Choi Min-sik jako Oh Dae-su
  - Yu Ji-tae jako Lee Woo-jin
  - Kang Hye-jeong jako Mido
  - Ji Dae-han jako No Joo-hwan
  - Oh Dal-su jako Park Cheol-woong
  - Kim Byeong-ok jako pan Han
  - Lee Seung-Shin jako Yoo Hyung-ja
  - Yun Jin-seo jako Lee Soo-ah
  - Lee Dae-yeon jako Włóczęga
  - Oh Kwang-rok jako Samobójca
  - Oh Tae-kyung jako Young Dae-su
  - Ahn Yeon-suk jako Young Woo-jin
  - Oo Il-han jako Young Joo-hwan
- zdjęcia: Jeong Jeong-hun
- muzyka: Jo Yeong-wook
- scenografia: Ryu Seong-hie
- producent: Lim Seung-yong
- montaż: Kim Sang-beom
- kostiumy: Cho Sang-kyung

## Odbiór filmu

### Recenzje
Na portalu Rotten Tomatoes film zdobył 4,44 gwiazdki z 5, a oceniło go ponad 100 000 widzów. 94% z nich oceniło film powyżej 3,5 gwiazdki. Natomiast na portalu Filmweb "Old boy" został oceniony na 7,7 gwiazdek z dziesięciu możliwych. Ocenę oddało 82 948 osób.
"[Park Chan-wook przyp. tłum.] jest jednym z najciekawszych reżyserów kina akcji!" Quentin Tarantino
To film charakteryzujący się surrealizmem, przemocą i surowymi emocjami. Temat dotyczy zemsty i tego, jak niszczy ona człowieka. Po obejrzeniu siedziałem w ciszy na ponad pięć minut, aby kontemplować to, co zobaczyłem. Po prostu arcydzieło.

### Box office
W Korei Południowej film obejrzało 3 260 000 widzów i zajmuje piąte miejsce w rankingu na najbardziej dochodowy film 2003 roku
Przyniósł łącznie 14 980 005$ na całym świecie.